# Cédric Pineau
Cédric Pineau (Migennes, 8 mei 1985) is een Frans voormalig wielrenner die in 2017 zijn carrière afsloot bij FDJ. Hij is de zoon van Franck Pineau, die van 1992 tot en met 1994 bij Chazal onder de hoede van Vincent Lavenu reed.

## Overwinningen
2010
Parijs-Troyes
6e etappe Ronde van Bretagne

## Resultaten in voornaamste wedstrijden
| Jaar | Ronde van Italië | Ronde van Frankrijk | Ronde van Spanje |
| ---- | ---------------- | ------------------- | ---------------- |
| 2008 |                  |                     |                  |
| 2009 |                  |                     |                  |
| 2010 |                  |                     |                  |
| 2011 |                  |                     |                  |
| 2012 |                  | 133e                |                  |
| 2013 |                  |                     | 103e             |
| 2014 |                  | 102e                | 77e              |
| 2015 | 121e             |                     |                  |
| 2016 |                  | opgave              |                  |
| 2017 |                  |                     |                  |

| Jaar | Ronde van Vlaanderen | Parijs-Roubaix | Amstel Gold Race | Luik-Bast.‑Luik | Ronde van Lombardije | Parijs-Tours | Waalse Pijl |
| ---- | -------------------- | -------------- | ---------------- | --------------- | -------------------- | ------------ | ----------- |
| 2008 | opgave               |                |                  |                 |                      | 161e         |             |
| 2009 | opgave               | opgave         |                  |                 |                      | 132e         |             |
| 2010 |                      |                |                  |                 |                      | 20e          |             |
| 2011 |                      |                | 125e             | opgave          |                      |              | 38e         |
| 2012 |                      |                |                  |                 | opgave               |              | opgave      |
| 2013 |                      |                |                  |                 |                      |              | opgave      |
| 2014 |                      |                |                  |                 |                      |              |             |
| 2015 |                      |                |                  |                 |                      |              |             |
| 2016 |                      |                |                  |                 |                      |              |             |
| 2017 |                      |                | opgave           | opgave          |                      |              | 139e        |

## Ploegen
- 2006 –  Agritubel (stagiair vanaf 1-8)
- 2007 –  Roubaix Lille Métropole
- 2008 –  AG2R La Mondiale
- 2009 –  AG2R La Mondiale
- 2010 –  Roubaix Lille Métropole
- 2011 –  FDJ
- 2012 –  FDJ-BigMat
- 2013 –  FDJ.fr [a]
- 2014 –  FDJ.fr
- 2015 –  FDJ
- 2016 –  FDJ
- 2017 –  FDJ

1. ↑  Tot eind juni heette de ploeg FDJ, daarna werd de naam veranderd.